# Ternivka, Kozeatîn
Ternivka (în ucraineană Тернівка) este o comună în raionul Kozeatîn, regiunea Vinnița, Ucraina, formată numai din satul de reședință.

## Demografie
Componența lingvistică a satului Ternivka
     Ucraineană (98,16%)
     Rusă (1,84%)
Conform recensământului din 2001, majoritatea populației satului Ternivka era vorbitoare de ucraineană (98,16%), existând în minoritate și vorbitori de rusă (1,84%).